# مقياس الأداء
مقياس الأداء هو عملية جمع وتحليل أو الإبلاغ عن المعلومات المتعلقة بأداء فرد أو مجموعة أو منظمة أو نظام أو مكون.
تميل تعاريف قياس الأداء إلى الافتراض حول سبب قياس الأداء.
- يحدد مولين المصطلح من خلال التركيز التنظيمي المستقبلي - «عملية تقييم مدى إدارة المنظمات والقيمة التي تقدمها للعملاء وأصحاب المصلحة الآخرين».[3]
- يستخدم نيلي وآخرين التركيز بأثر رجعي أكثر في التعريف - «عملية تحديد كفاءة وفعالية الإجراءات السابقة».[4]
- في عام 2007، حدده مكتب كبير موظفي المعلومات في الولايات المتحدة باستخدام التركيز الأكثر تقييما - «يقيس مقياس الأداء المعايير التي تصل بموجبها البرامج والاستثمارات وعمليات الاستحواذ إلى النتائج المستهدفة».[5]  النموذج المرجعي للأداء لهيكل المشاريع الفيدرالي، 2005.[6]

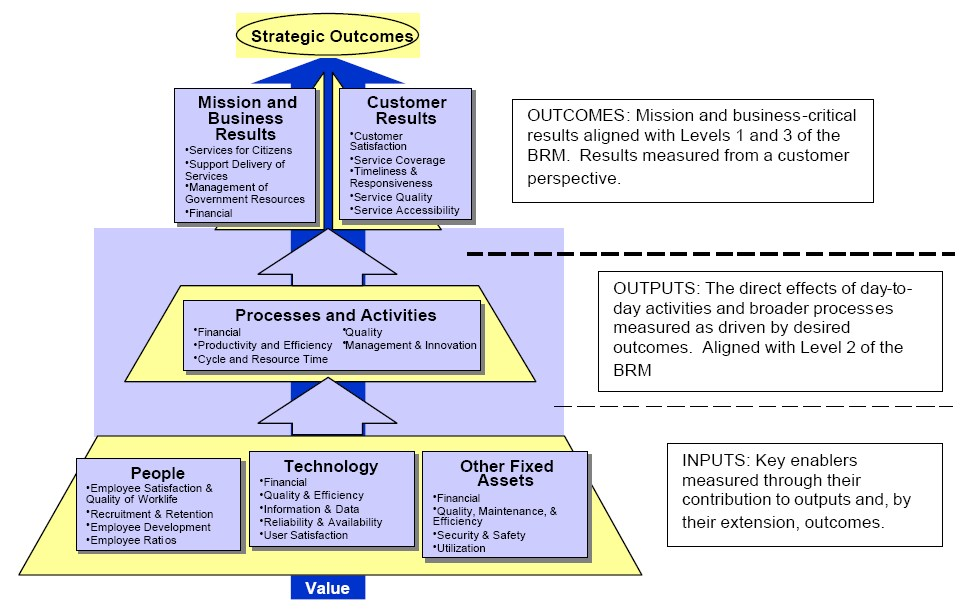
النموذج المرجعي للأداء لهيكل المشاريع الفيدرالي، 2005.

بخلاف الاتفاق البسيط حول ارتباطه بنوع من قياس الأداء، لا يوجد إجماع كبير حول كيفية تحديد أو استخدام مقاييس الأداء. في ضوء ما حدث هو ظهور أطر عمل تنظيمية تتضمن مقاييس الأداء وكثيرا ما تحظر طرق اختيار واستخدام المقاييس المناسبة لذلك التطبيق. تشمل هذه الأطر الأكثر شيوعًا ما يلي:
- وثيقة التقييم المتوازن - تستخدمها المنظمات لإدارة تنفيذ استراتيجيات الشركة[7]
- مؤشر الأداء الرئيسي - طريقة لاختيار مقاييس الأداء الهامة / الحرجة، عادة في سياق تنظيمي